# 大理石の彫刻座

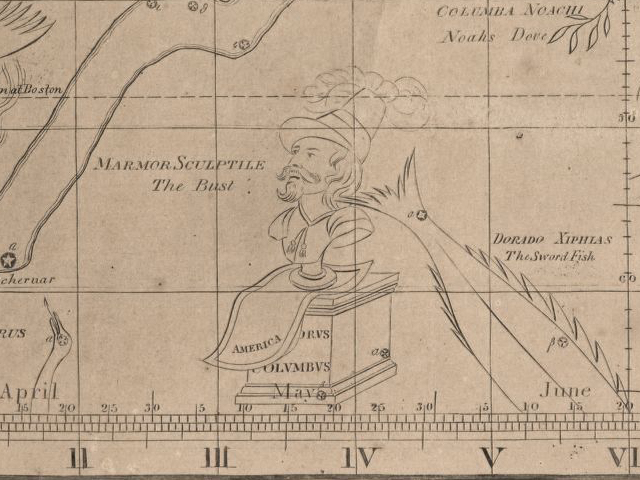
大理石の彫刻座 (Marmor Sculptile) 。当時の星図と同じく、実際の夜空とは左右逆に描かれている。

大理石の彫刻座 (Marmor Sculptile) は、アメリカの学者ウィリアム・クロスウェル（William Croswell、1760年7月 - 1834年7月7日）が考案した、現在は使われていない星座の1つ。現在のレチクル座、とけい座、かじき座にまたがる領域に作られた。
ウィリアム・クロスウェルが1810年に刊行した著書に添付した星図 A Mercator map of the starry heavens の中で描かれた。星図には、ラテン語で「大理石の彫刻」を意味する「羅: Marmor Sculptile」と、英語で胸像を意味する「英: The Bust」が星座名として記されているが、星座絵の彫刻には (CHRISTOPH)ORVS COLVMBVS とAMERICA と記されており、これがクリストファー・コロンブスの胸像であることが明確に示されている。クロスウェルは星図の中で、現在のレチクル座のα星とβ星をそれぞれα星とβ星としている。クロスウェルの後にこの星座を採り上げるものはおらず、現在は使われていない。
クロスウェルは、ボストン生まれの地図製作者、学者で、後にハーバード大学図書館 (Harvard Library) の蔵書カタログを作るために精力的に働いたが、彼の貢献が認められたのは死後の1840年になってからであった。
クロスウェルは、この A Mercator map of the starry heavens の中で、彼が創作したもう1つの星座である「モモンガ座 (Sciurus Volans)」も描いている。この他、アンティノウス座、チャールズの樫の木座、ブランデンブルクの王笏座といった現在使われていない星座も描かれており、またおひつじ座の隣にはえ座が描かれている。